# Rubjerg Kirke
Rubjerg Kirke er en kirke i Hjørring Kommune, som i sin nuværende skikkelse stammer fra 1904. Kirken er opført af arkitekt K. Varming med benyttelse af materiale og inventar fra den tidligere romanske kvaderstenskirke, som efter sandflugt lå i et ensomt klitområde.

## Historie
Rubjerg Gamle Kirke blev bygget omkring 1180 i et rigt sogn. Det var en relativt stor kirke, der blev bygget i den del af sognet, der var tættest befolket. Der skal ifølge gammle folketro have ligget en landsby nord for kirken. Hvis man graver ned under et tykt lag sand, finder man plovspor i en fed jord, der har været et godt grundlag for landbrug. Stedet blev offer for den i Vendsyssel udbredte sandflugt, som har fordrevet landsbyens beboere. I starten af 1600-tallet stod kirken ensom tilbage i et ørkenlignende landskab – en mile havde spredt sig fra strandens klitlandskab. Fattigdommen fulgte, og kirken blev derfor ikke vedligeholdt. I 1904 blev der opført en ny kirke to km mod syd, hvor folkene i sognet boede. På kirkens oprindelige plads er bevaret et lille stykke murkerne og nogle af gravstenene på den i dag helt overgroede kirkegård: Gammel Rubjerg Kirkegård. Stedet er afskiltet som en seværdighed ved vejen mellem Lønstrup og Løkken.
- Kirkens ydre - tårn
- Kirkens ydre

Kirken er hovedsageligt genopført i sin oprindelige skikkelse, bl.a. er bevaret oprindelige detaljer som de to tilmurede døre mod syd og nord. Tårnet med pyramidetag er tilføjet ved genopførelsen.
- Kor
- Alter
- Døbefont
- Prædikestol

Indvendigt er bevaret den runde korbue. Kirken har fladt bjælkeloft.

Kirkens sengotiske korbuekrucifiks står nu på alteret. Døbefonten er den gamle romanske. Prædikestolen anses for at være udført i midten af 1600-tallet.

## Eksterne kilder og henvisninger
- Wikimedia Commons har flere filer relateret til Rubjerg Kirke
- Rubjerg Kirke Arkiveret 31. januar 2011 hos  Wayback Machine hos nordenskirker.dk
- Rubjerg Kirke hos KortTilKirken.dk

1. ↑  Rubjerg Knude: Kirkens historie